# رژه (فیلم ۱۹۷۴)
«رژه» (انگلیسی: Parade (1974 film)) یک فیلم به کارگردانی ژاک تاتی است که در سال ۱۹۷۴ منتشر شد. از بازیگران آن می‌توان به ژاک تاتی اشاره کرد.